# Топки (село, Топкинський округ)
Топки́ (рос. Топки) — село у складі Топкинського округу Кемеровської області, Росія.

## Населення
Населення — 1562 особи (2010; 1280 у 2002).
Національний склад (станом на 2002 рік):
- росіяни — 81 %